# Cleveland (Alabama)
Cleveland é uma cidade  localizada no estado americano do Alabama, no Condado de Blount.

## Demografia
Segundo o censo americano de 2000, a sua população era de 1241 habitantes.
Em 2006, foi estimada uma população de 1384, um aumento de 143 (11.5%).

## Geografia
De acordo com o United States Census Bureau, a localidade tem uma área de 17,9 km², dos quais 17,8 km² cobertos por terra e 0,1 km² cobertos por água. Cleveland localiza-se a aproximadamente 144 m acima do nível do mar.

## Localidades na vizinhança
O diagrama seguinte representa as localidades num raio de 16 km ao redor de Cleveland.